# Gisela Ripoll López
Gisela Ripoll López, arqueóloga, catedrática de Arqueología de la Sección de Prehistoria y Arqueología del Departamento de Historia y Arqueología de la Universidad de Barcelona (desde 2020; como profesora titular desde 1992).
Su investigación se centra en distintos aspectos de la arqueología y la historia de la antigüedad tardía en la península ibérica. Ha dirigido una especial atención a los cementerios del período visigodo (visigodos) y a la arquitectura de los siglos IV al X a cuyo estudio ha dedicado parte de sus trabajos más significativos realizados en Hispania del Corpus Architecturae Religiosae Europeae (saec. IV - X) y en el equipo de investigación ERAAUB, Equip de Recerca Arqueològica i Arqueomètrica de la Universidad de Barcelona.
Es doctora por la Universidad de Barcelona (Prehistoria, Historia Antigua y Arqueología) (1986), con una tesis sobre La ocupación visigoda en época romana a través de sus necrópolis, bajo la dirección de Pere de Palol y doctora por la Universidad de la Sorbona, Paris IV (Histoire du Christianisme Ancien et Civilisations de l’Antiquité Tardive) (1993) con la tesis L´archéologie funéraire de Bétique d´aprés la collection visigothique du Römisch-Germanisches Zentralmuseum de Mayence, dirigida por Noël Duval. Ha realizado estancias de investigación en Madrid, Magúncia, París, Roma, Turín-Vercelli y Princeton.
Entre sus excavaciones destacan: la iglesia de Pelayos (Salamanca), la iglesia de San Severo a Ravenna (Italia), el edificio histórico de Ripoll 25 en Barcelona y su colaboración con el equipo del conjunto cristiano de Illa del Rei (Mahón, Menorca).  Es responsable de una parte del equipo para el estudio de las murallas de Carcasona  y lidera el proyecto de investigación y excavación ECLOC-Ecclessiae Coemeteria et Loci que trabaja sobre los yacimientos de Olérdola-El Pla dels Albats (Villafranca del Panadés), Sidillà (Foixà, Gerona) y Sant Quirze de Colera (Gerona) en proyectos de arqueología y paleontología 2014-2017 y 2018-2021 de la Generalidad de Cataluña.
Desde 2003 es editora de la revista Pyrenae, Revista de Prehistoria y Antigüedad del Mediterráneo Occidental/Journal of Western Mediterranean Prehistory and Antiquity y pertenece a los consejos de redacción de Antiquité Tardive y Hortus Artium Medievalium.

## Premios
En 2001 recibió el premio de los hispanistas Prix Raoul Duseigneur concedido por el Institut de France (Académie des Inscriptions et Belles Lettres) por su obra Toréutica de la Bética (siglos VI y VII de C.)